# Niaccaba
Niaccaba là một chi bướm đêm thuộc họ Noctuidae.